# Собаче м'ясо
Собаче м'ясо, собачатина, собачина — м'ясо собаки, призначене для прийому в їжу.

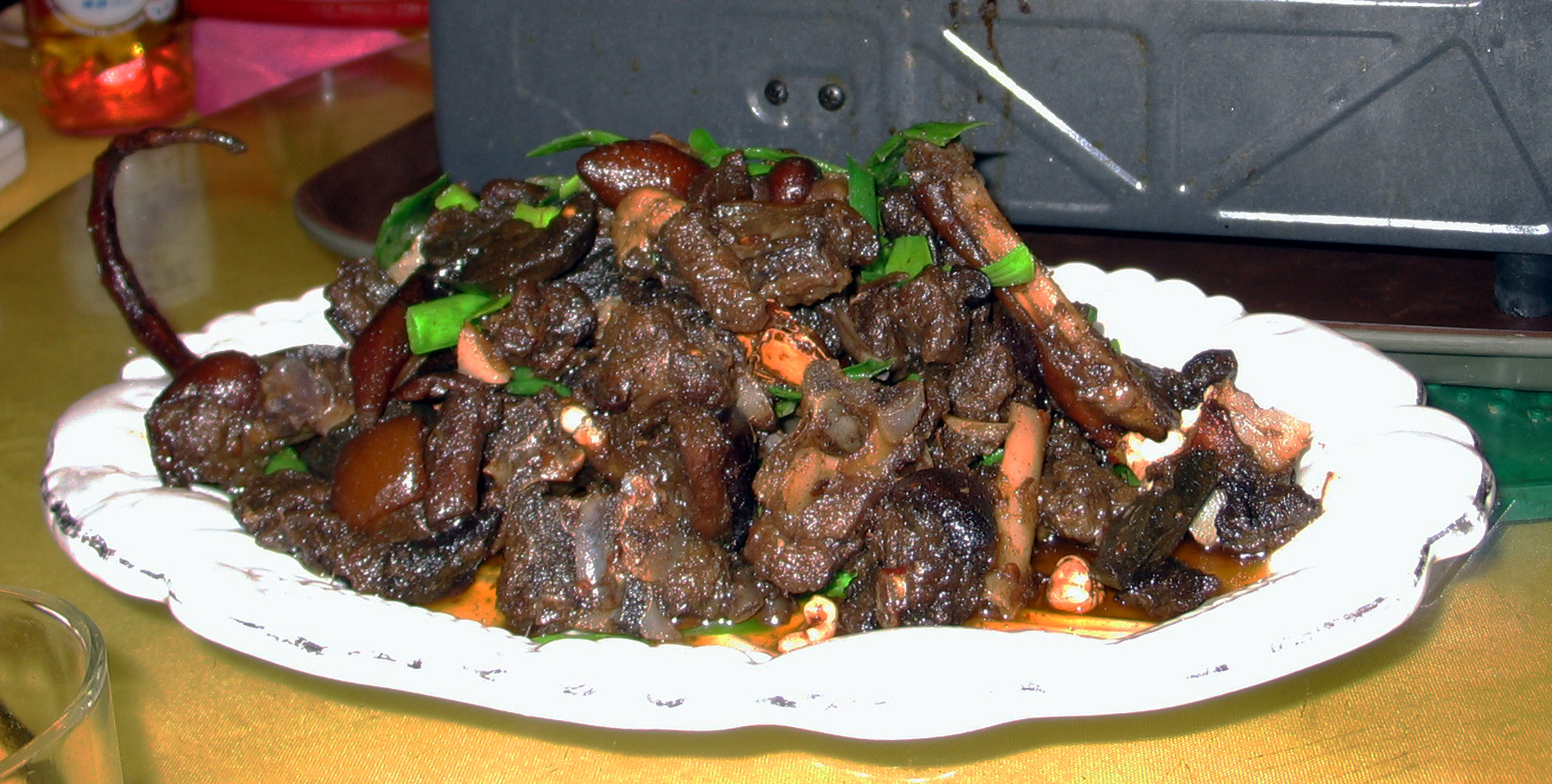
Страва із собачого м'яса в місті Гуйлінь, Китай

В Китаї собачину (кит. 狗肉; піньінь: gǒu ròu) використовувалася в їжу ще з 500 років до н. е. і навіть, можливо, раніше.
У наш час в деяких культурах споживання собачого м'яса розглядається як частина їх традиційної кухні, в той час як інші культури вважають споживання собачатини недоречним і образливим. Так, споживання собачатини як м'яса «нечистої тварини» заборонено в ісламі і юдаїзмі.
У відповідь на критику прихильники собачатини стверджують, що відмінності між худобою і домашніми тваринами є суб'єктивним, і що немає ніякої різниці в споживанні м'яса різних тварин.